# Amenoncourt
Amenoncourt là một xã của tỉnh Meurthe-et-Moselle, thuộc vùng Grand Est, đông bắc nước Pháp. Xã này nằm ở khu vực có độ cao trung bình 316 mét trên mực nước biển.
Vị trí
Amenoncourt cách tiểu khu Lunéville 25 km và quận Nancy 52 km. Cách Sarrebourg là 24 km, Metz 80 km và Strasbourg 82 km.

Lãnh thổ của đô thị giáp với 5 đô thị, trong đó Avricourt (Moselle) nằm ở khu vực giáp ranh với Moselle.